# Euloewiodoria eulalia
Euloewiodoria eulalia är en tvåvingeart som beskrevs av Townsend 1927. Euloewiodoria eulalia ingår i släktet Euloewiodoria och familjen parasitflugor.
Artens utbredningsområde är Peru. Inga underarter finns listade i Catalogue of Life.